# 佐々木愛 (女優)
佐々木 愛（ささき あい、1943年7月18日 - ）は、日本の女優。劇団文化座代表。

## 人物
劇団文化座の主宰者佐佐木隆を父に、女優の鈴木光枝を母とする一人娘。1962年（昭和37年）和光学園在学中に同劇団研究生となる。1963年（昭和38年）『荷車の歌』で全国巡演。同年『土』（長塚節）でテレビにデビュー。1983年（昭和58年）『越後つついし親不知』の演技で紀伊国屋演劇賞個人賞受賞。1987年（昭和62年）文化座代表に就任。1990年（平成2年）に母の当たり役である『荷車の歌』のセキ役を演じて話題になる。舞台生活40周年となる2001年（平成13年）には『いろはに金平糖』を再演。

## 主な出演

### 映画
- 江戸犯罪帳 黒い爪（1964年、東映京都）
- 廓育ち（1964年、東映東京） - 宮子 役
- 仇討（1964年、東映京都） - みち 役
- われら劣等生(1965年、松竹） - 恵子 役
- 呼んでるぜあの風が(1965年、テアトル・プロ） - ふみ子 役
- 喜劇 仰げば尊し（1966年、東京映画） - 小林千律 役 / ※NHK映画賞最優秀女優賞受賞
- 新 網走番外地（1968年、東映東京） - 末広秋子 役
- 現代やくざ 与太者仁義（1969年、東映東京）
- 沖縄（1970年、共同映画） - 玉那覇朋子 役
- 日本女侠伝 鉄火芸者（1970年、東映京都） - 小いく 役
- 闇の中の魑魅魍魎（1971年、中平プロ） - キヌ 役
- 娘たちは風にむかって(1972年、民芸映画） - 木下 役
- 友情（1975年、松竹） - 矢沢加代
- 翼は心につけて（1978年、共同映画全国系列会議） - 横山ケース・ワーカー 役
- 草の乱（2004年） - 田代クニ 役
- 北辰斜にさすところ（2007年） - 橋本富子 役

### テレビドラマ
- 文芸アワー「土」（1962年、NTV） - おつぎ 役 / ※テレビドラマ初出演作品
- こども劇場「悪十兵衛とその息子」（1963年5月26日、NHK）
- 三匹の侍（CX）
  - 第1シリーズ 第1話「剣豪無宿」（1963年）
  - 第1シリーズ 第15話「逆臣二代」（1964年）
  - 第3シリーズ 第16話「寒鼓」（1966年）
  - 第5シリーズ 第18話「つわものの夢」（1968年） - 由里 役
- シオノギテレビ劇場 山本富士子アワー「にごりえ」（1964年、CX）
- 虹の設計（1964年、NHK）
- 樅の木は残った（1964年、12ch） - 宇乃 役
- 絶唱（1965年、TBS）
- 朝の連続テレビ小説 / おはなはん（1966年 - 1967年、NHK）
- 記念樹 第26話「太郎の子守唄」（1966年、TBS） - 秋田ユリ子
- 泣いてたまるか（TBS）
  - 第20回「ハイ、電報です」（1966年）:青島幸男主演
  - 第34回「ウルトラおやじとひとりっ子」（1967年）:渥美清主演
  - 第64回「あゝお父さん（ああ、お父さん）」（1967年）:中村賀津雄主演
- 新吾十番勝負 第13話「危機一発」（1966年、TBS / 松竹テレビ室）- きく
- 用心棒シリーズ（NET / 東映）
  - 俺は用心棒
    - 第1シリーズ 第3話「昏い渦巻」（1967年） - 志津 役
    - 第1シリーズ 第13話「雷雨の日に」（1967年） - お芳 役

  - 待っていた用心棒 第1話「剣を抱いた十人の客」（1968年） - 美乃 役
- 銭形平次 第55話「鬼女の琴」（1967年、CX） - 八重 役
- 東芝日曜劇場（TBS）
  - リツ子・その愛（1967年）
  - こころ（1991年、MBS）
- ローンウルフ 一匹狼 第8話「傷だらけの報酬」（1967年、NTV）
- 竜馬がゆく（NHK大河ドラマ、1968年） - お初 役
- 素浪人 月影兵庫 第2シリーズ第69話「才たけすぎて凄かった」（1968年、NET） - 早苗 役
- ザ・ガードマン 第145話「私の愛した死体」（1968年、TBS）
- 野次馬がいく 第21話「突込め!無茶苦茶に」（1968年、NET / 東映）
- 大奥 第27話 - 第29話（1968年、KTV） - 比宮増子 役
- 五人の野武士 第1話「帰って来た剣豪」（1968年、NTV） - 沖田八重 役
- 無用ノ介 第6話「剣につばする無用ノ介」（1969年、NTV） - 香織 役
- 素浪人 花山大吉 第27話「カッコが良すぎて駄目だった」（1969年、NET） - 綾乃 役
- 戦国艶物語 第三部・千姫編（1969年 - 1970年、TBS） - おこよ 役
- 江戸川乱歩シリーズ 明智小五郎 第6話「吸血鬼」（1970年、12ch）
- 右門捕物帖 第23話「恋情つむじ風」（1970年、NTV）
- 恋愛術入門 第5話「恋は異なもの」（1970年、TBS）
- 徳川おんな絵巻 第9話「新入り女中大活躍」・第10話「女と男の決斗」（1970年、KTV） - お志摩の方 役
- 柳生十兵衛 第12話「ふたり十兵衛」（1970年、CX / 東映） - お常 役
- 遠山の金さん捕物帳（NET / 東映）
  - 第47話「遠眼鏡で見た女」（1971年） - お千佳 役
  - 第147話「獄門台が招く女」（1971年） - おその 役
- 大岡越前 第2部 第15話「煙草屋喜八」（1971年8月23日、TBS / C.A.L） - お千代 役
- 忍法かげろう斬り(1972年、関西テレビ、東映) 第9話
- 一心太助 第15話「花ある絶縁状」（1972年、CX） - お民 ※杉良太郎版
- 荒野の素浪人 第24話「襲撃 地の果て白骨ヶ原」（1972年、NET） - おくに 役
- 地獄の辰捕物控 第7話「無縁佛が旅に出た」（1972年、NET / 東映） - おとら 役
- 怪奇十三夜 第4話「妖怪血染めの櫛」 (1973年、NET) - いよ役
- 必殺仕掛人 第32話「正義にからまれた仕掛人」（1973年、ABC / 松竹） - 小萩
- 江戸特捜指令 第4話「衆人環境!すりかわった殿様」（1976年、MBS） - おりん 役
- 伝七捕物帳 第160話「大江戸裏町出世双六」（1977年、NTV） - おはん
- まんさくの花（1981年、NHK） - ふじ 役
- 木曜ゴールデンドラマ（YTV）
  - 「女のがん病棟」（1982年）
  - 「わが子にぶつかれ!」（1985年）
- おしん（1983年 - 1984年、NHK） - 田倉初子 役
- おじいさんの台所（1985年、CBC）
- ドラマ人間模様 / 花へんろ（1986年、NHK）
- ドラマ女の手記「いのちください」（1986年、TX）
- 土曜ワイド劇場「美しい女相続人の叫び」（1987年、ANB）
- 火曜サスペンス劇場「赤い靴殺人事件」（1988年、NTV）
- 月曜ドラマスペシャル「セクシャル・ハラスメント キャスター裕子の奪われた時間」（1989年、TBS）
- 森村誠一サスペンス「喪中欠礼」（1990年、KTV）
- 雪（1994年、NHK）
- 日本名作ドラマ 「こころ」（1994年、TX）

### 舞台
- パートナー
- サンダカン八番娼館
- 眼のある風景
- 冬華
- 二人の老女の伝説
- 天国までの百マイル
- あの人は帰ってこなかった
- 瞽女さ、きてくんない
- 越後つついし親不知
- いろはに金平糖
- にんげんたち〜労働運動社始末記[2]

### その他のテレビ番組
- クイズ面白ゼミナール（NHK）

## 受賞歴
- NHK映画賞最優秀女優賞（映画『仰げば尊し』1966年）
- 昭和53年度文化庁芸術祭優秀賞（舞台『サンダカン八番娼館』1978年）
- 第17回紀伊国屋演劇賞個人賞（舞台『越後つついし親不知』1982年）
- 広島市民劇場女優賞（舞台『荷車の歌』1990年）
- 岡山市民劇場女優賞（舞台『荷車の歌』1991年）
- 福山市民劇場女優賞（舞台『荷車の歌』1991年）
- 倉敷市民劇場最優秀女優賞（舞台『 荷車の歌』1991年）
- 岡山市民劇場賞（俳優部門）（舞台『ひとり芝居 越後つついし親不知』1992年）
- 岡山市民劇場主演女優賞（舞台『『ほにほに、おなご医者』2002年）
- 第21回倉敷市民劇場女優賞（舞台『『ほにほに、おなご医者』2002年）

## 関連文献

### 著書
- 『劇場の外で』（教育史料出版会、1987年） ※エッセイ
- 『佐々木愛 幕あい対談』（いかだ社、1992年） ※対談集
- 『愛、夢ばなし -私の出会った素敵な人たち-』（教育史料出版会、2001年） ※「佐々木愛 幕あい対談」の改題版

### 評伝
- 大笹吉雄『女優二代・鈴木光枝と佐々木愛』集英社、2007年 - ※読売文学賞（評論・伝記賞）受賞

### レコード
- 『新日本風土記　飛騨路をゆく』（1971年5月、東宝レコード）2枚組のLPレコード。語り。NHKの紀行番組のように、名古屋から高山、古川を経て白川郷までの飛騨の風物を馬子唄や木やり、祭りの音声、当時の列車の車内アナウンス、地元の古老の談話などを交えて紹介。共演の二代目中村吉右衛門と交互にナレーションしながら進行。
- SIDE1：A面「高山まで」B面「高山と古川」SIDE2：A面：「白川郷への道」、B面：飛騨民謡。